# Majo no takkyūbin
Majo no takkyūbin (魔女の宅急便?, lett. Le consegne espresse della strega) è un film del 2014 diretto da Takashi Shimizu.
Pellicola basata sull'omonimo romanzo fantasy per bambini del 1985 di Eiko Kadono, pubblicato in Italia nel 2002 con il titolo Kiki - Consegne a domicilio.
Dallo stesso romanzo nel 1989 era stato tratto il lungometraggio animato Kiki - Consegne a domicilio per la regia di Hayao Miyazaki.

## Trama
C'è un'antica usanza che impone a tutte le streghe, una volta raggiunti i 13 anni, di effettuare un anno di noviziato lontano dai genitori in un'altra città presso la quale non risiedano altre streghe. Quando per Kiki giunge la data fatidica della partenza, saluta il padre Okino e la madre Kokiri e col suo gatto Jiji parte sulla sua scopa volante e lascia il villaggio di montagna presso cui aaveva fino a quel momento abitato. Lei non conosce nessuna magia se non quella di volare e ha quindi già deciso in cuor suo che durante l'anno di noviziato si sarebbe dedicata all'attività di consegna pacchi a domicilio, così come aveva fatto fin da piccola consegnando agli abitanti del suo villaggio le pozioni magiche della madre.
Dopo una notte di volo Kiki arriva presso il villaggio portuale di Koriko situato sull'isola omonima, facente parte di un arcipelago di isolette che si affidano ai lenti traghetti per i collegamenti: luogo ideale quindi per un servizio di consegna volante.
Prende alloggio presso un vecchio mulino situato accanto alla panetteria di Osono e del marito Fukuo. All'inizio gli affari vanno a rilento, ma con un po' di pubblicità la gente comincia a conoscerla e ad utilizzare i suoi servizi. Kiki incontra ancheTombo, un ragazzo della sua età appassionato di volo, che non credendo nella magia della scopa le chiede di esaminarla per capirne il funzionamento.
Purtroppo però non tutti apprezzano che al villaggio sia arrivata una strega e lentamente comincia a circolare la voce che Kiki faccia delle maledizioni. Proprio in quel periodo allo zoo cittadino un leoncino aveva morso la coda di Maruko, un cucciolo di ippopotamo e questo strano fatto era stato interpretato da molti con una maledizione che Kiki avrebbe lanciato sullo zoo.
In breve quindi quella che sembrava un buon inizio per il suo noviziato si trasforma in un grave problema, perché ormai tutti evitano Kiki. Gi unici amici che le rimangono sono solo la fornaia Osono e Tombo, tanto che lei, demoralizzata, perde la capacità di volare e pare ormai decisa ad interrompere il noviziato e a ritornare a casa dai genitori.
In quel momento accade però un fatto inaspettato. Il piccolo ippopotamo Maruko non si è mai ripreso dall'incidente e deperisce a vista d'occhio, non mangia da settimane e ormai è in fin di vita. L'unica speranza è portarlo dal veterinario che si trova però sulla lontana isola Iina. Purtroppo tutti i collegamenti con le isole sono interrotti per l'arrivo del tremendo ciclone "Mostro marino" e l'unica speranza di far giungere Maruko in tempo dal veterinario rimane Kiki. L'ippopotamo è caricato su un gommone che viene assicurato con delle corde alla sua scopa e Kiki, con l'aiuto di Tombo, ritrova la volontà e la capacità di volare e nonostante la spaventosa tempesta attraversa il mare e raggiunge l'isola Iina salvando quindi Maruko. Al suo ritorno a Koriko, trova tutto il villaggio in festa ad aspettarla e lei, rincuorata, ritrova la volontà di portare a termine con successo il suo noviziato.

## Produzione
Il film è stato girato a Tokyo e nell'isola di Shōdo dal 23 maggio fino a luglio 2013 ed è uscito nelle sale giapponesi il 1º marzo 2014. Nel 2014 è stato il terzo film di maggiore incasso alla sua uscita in Giappone; proiettato in 281 schermi e visto da 117.000 spettatori, nel giorno d'uscita ha incassato 128.000.000 ¥ (circa 870.000 €).